# Vitkindad stjärtmes
Vitkindad stjärtmes (Aegithalos leucogenys) är en asiatisk fågel inom familjen stjärtmesar.

## Utseende
Vitkindad stjärtmes är en liten stjärtmes som bara mäter 10 centimeter, inklusive den för släktet typiskt långa stjärten. Den har en kort grov näbb med böjd näbbrygg, och tydligt gul iris. Hanen och honan har liknande fjäderdräkt. I adult dräkt har den svart ögonmask och haklapp som sträcker sig ned på övre delen av bröstet, brun hjässa och kontrasterande vit kind. ovansidan är olivbrun och undersidan rosaaktigt sandfärgad medan övre delen av bröstet är ljusare grått.

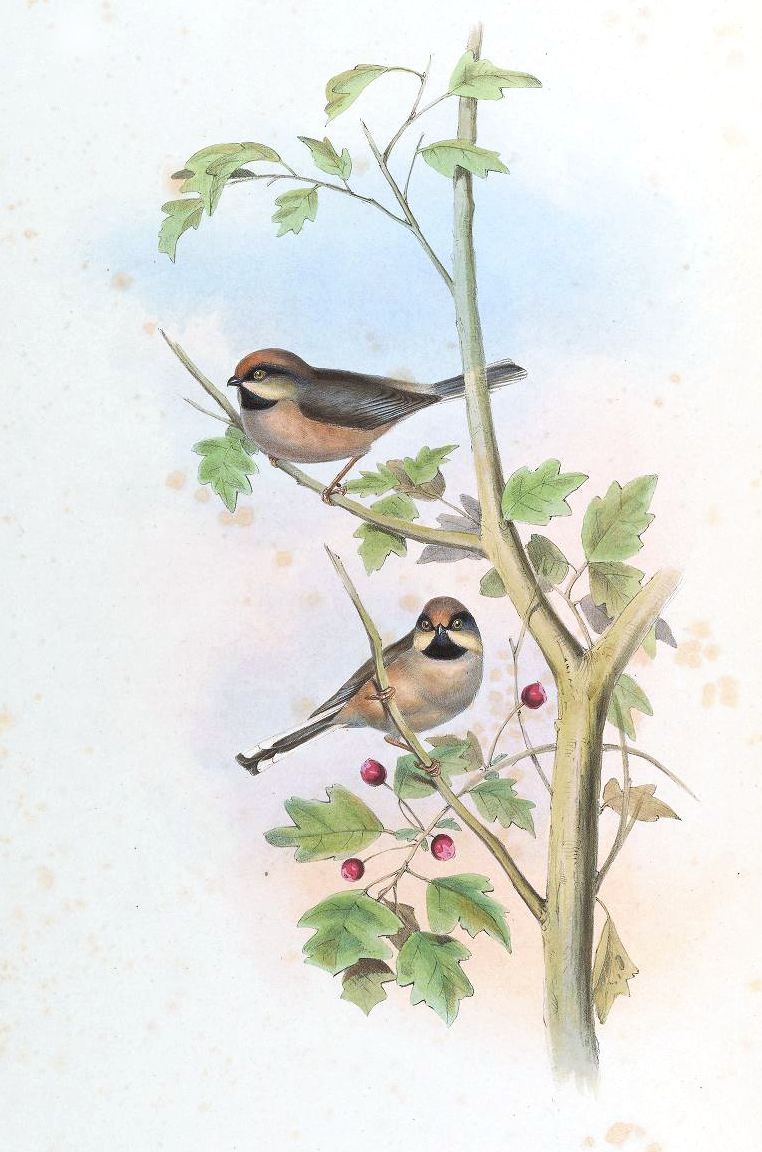

## Utbredning och levnadssätt
Arten häckar i västra Himalaya, främst i norra Pakistan men även i nordöstra Afghanistan och i allra västligaste Kashmir i Indien. Den behandlas som monotypisk, det vill säga att den inte delas in i några underarter.

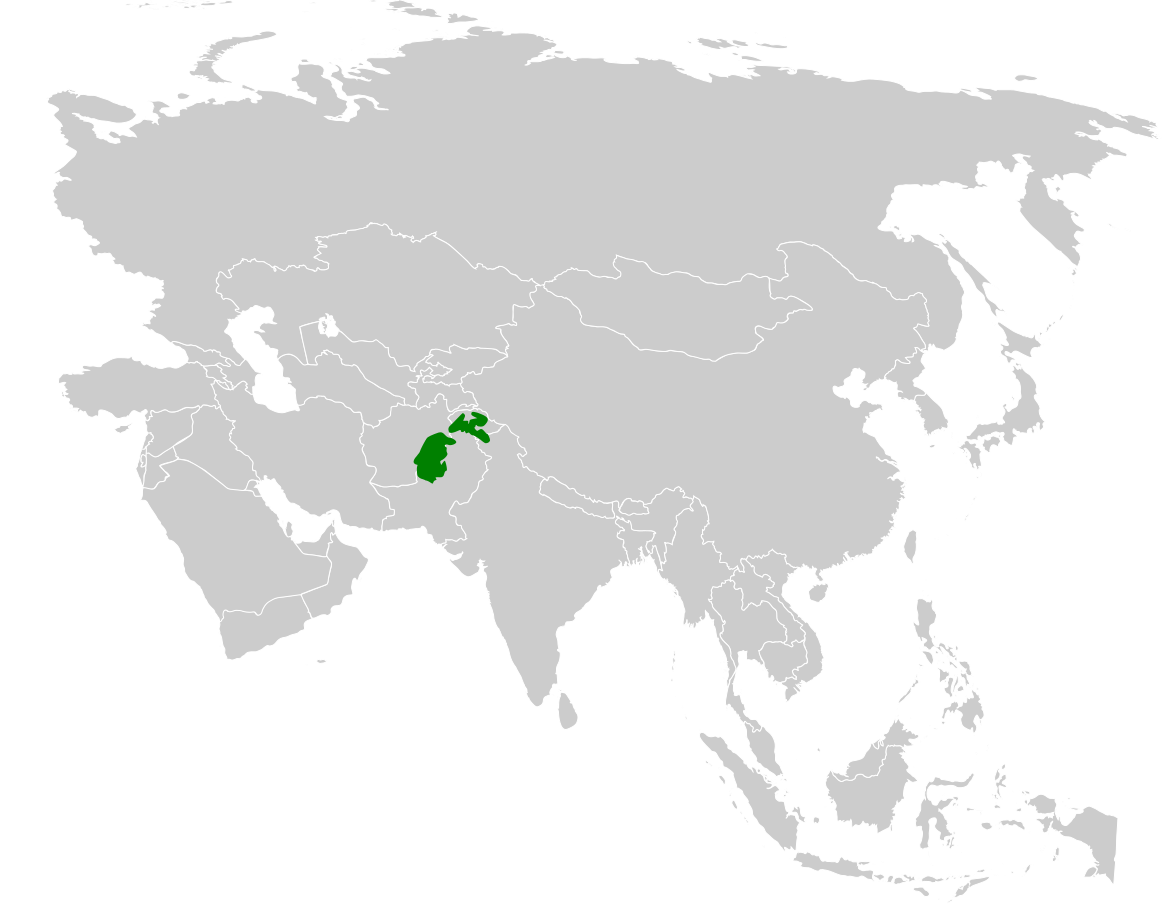
Utbredningsområde för vitkindad stjärtmes.

Fågeln återfinns öppna och buskiga skogsområde i bergstrakter på mellan 1200 och 2600 meters höjd men vissa populationer gör höjdförflyttningar under vintertid och kan då återfinnas ned till 450 meters höjd över havet. 

## Status och hot
Arten har ett stort utbredningsområde och en stor population med stabil utveckling och tros inte vara utsatt för något substantiellt hot. Utifrån dessa kriterier kategoriserar internationella naturvårdsunionen IUCN arten som livskraftig (LC). Världspopulationen har inte uppskattats men den beskrivs som vanlig i Afghanistan, lokalt vanlig i Pakistan men fåtalig eller till och med sällsynt i Kashmir.